# دالان ایرانی

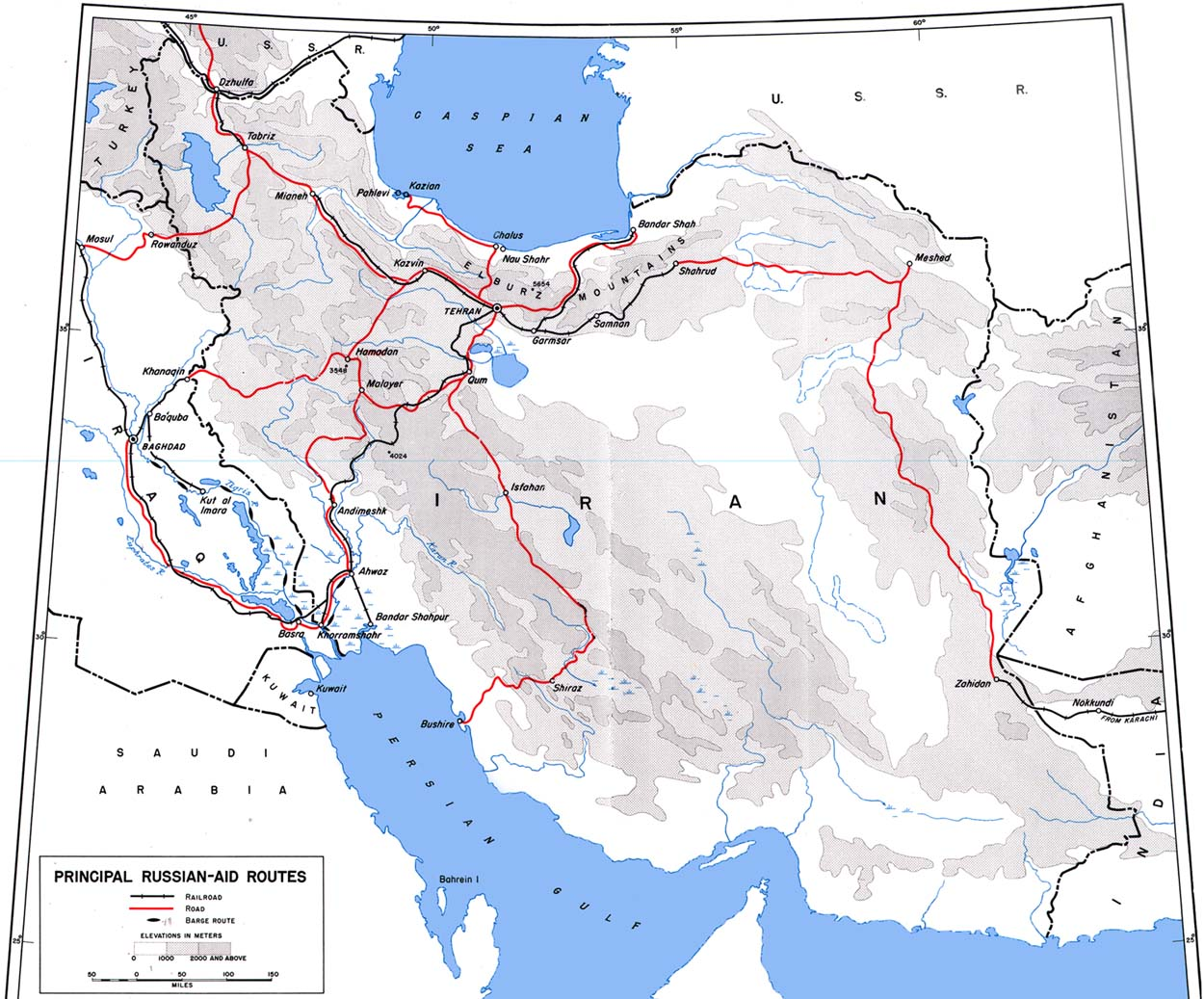
نقشه خطوط قطار، مسیرهای زمینی و هوایی دالان ایرانی.

دالان ایرانی یا دالان پارسی (به انگلیسی: Persian Corridor)، راه‌هایی بودند برای انتقال کمک‌های تأمین‌شده از جانب کشورهای آمریکا و بریتانیا در طول جنگ جهانی دوم به‌موجب قانون وام و اجاره، با استفاده از این مسیرها و راه‌ها و از طریق کشور ایران به جمهوری سوسیالیستی آذربایجان شوروی حمل می‌شد. کشتی‌های آمریکایی و انگلیسی از طریق دماغه امید نیک به سمت خلیج فارس حرکت می‌کردند. دیگر راه‌های ارسال کمک به شوروی از طریق مسیر پاسفیک (تخلیه بار در بندر شهر ولادی وستک) و مسیرهای اقیانوس منجمد شمالی بودند. به دلیل شرایط بد این مسیرها در فصل زمستان و همچنین خطر حمله ژاپنی ها، دالان ایرانی تبدیل به تنها راه قابل اطمینان و چهار فصل برای ارسال کمک‌های متفقین و به ویژه ایالات متحده آمریکا به شوروی شد.
کمک‌رسانی به شوروی برای مقابله با آلمان نازی در جنگ جهانی دوم، دلیل اصلی برای اشغال ایران در شهریور ۱۳۲۰ بود.

## ریشه‌یابی نام
در مدارک و اسناد انگلیسی زبان از واژه Persia به جای Iran استفاده می‌شد. این در حالی بود که در مجامع بین‌المللی و به درخواست دولت ایران نام این کشور به ایران تغییر یافته بود. استفاده از نام قدیمی به دستور وینستون چرچیل انجام می‌شد تا جلوی تداخل احتمالی با نام کشور همسایه، عراق (که به انگلیسی Iraq نوشته می‌شود) را بگیرد.

## آمار
از حدود ۱۷٫۵ میلیون تن محموله ارسال شده از سوی آمریکا به شوروی حدود ۷٫۹ میلیون تن آن از طریق ایران جابه‌جا شد. به این ترتیب ۴۵٪ از کل کمک آمریکا به شوروی از طریق دالان ایرانی گذر کرد. بیشتر کمک‌های ارسالی با استفاده از راه‌آهن ایران ارسال می‌شد اما بخش‌های از کمک‌ها از طریق زمینی و هوایی نیز انجام می‌شد.

## نگارخانه

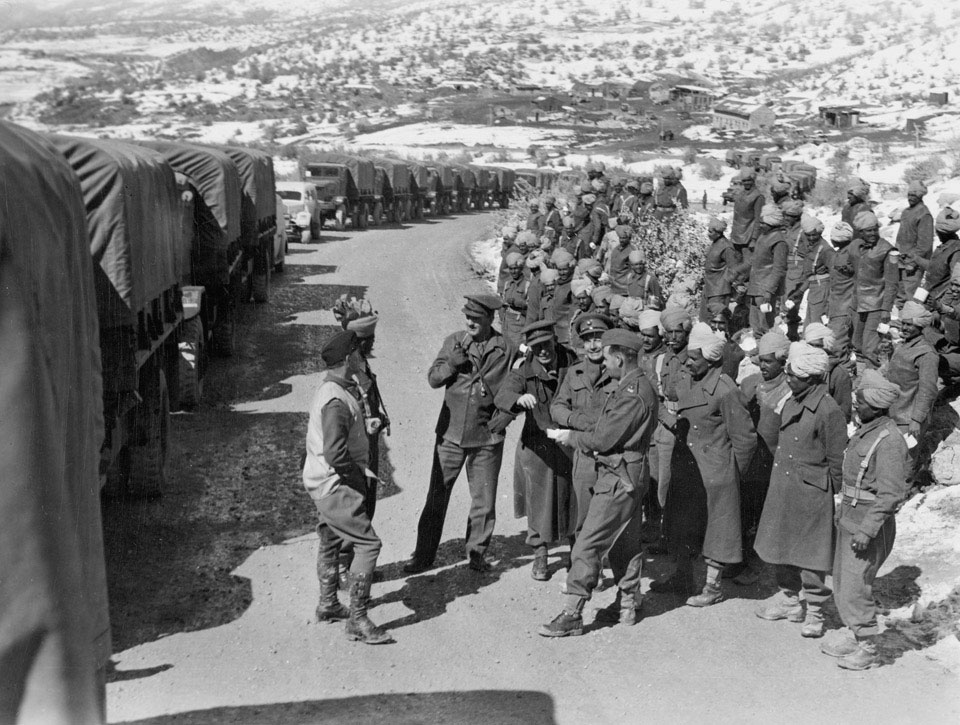
نیروهای ارتش هند انگلیس، در کنار کاروانی از کمک‌های ارسالی به شوروی، در سال ۱۹۴۴
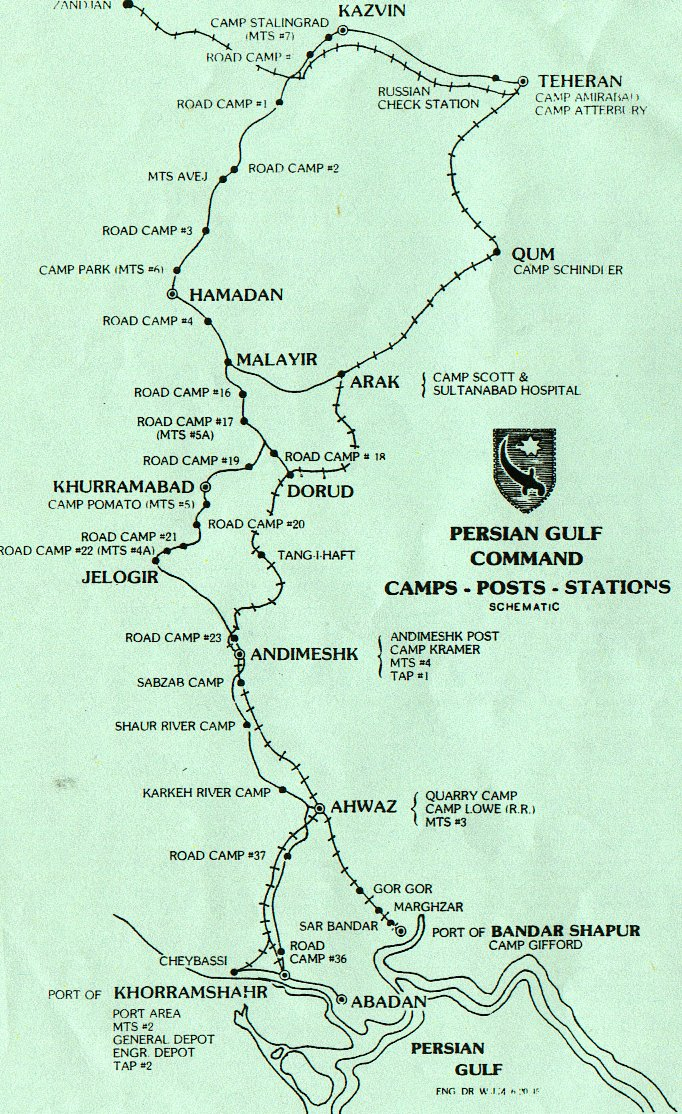
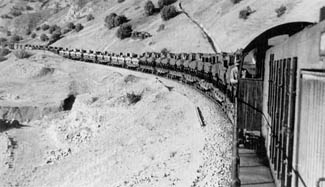
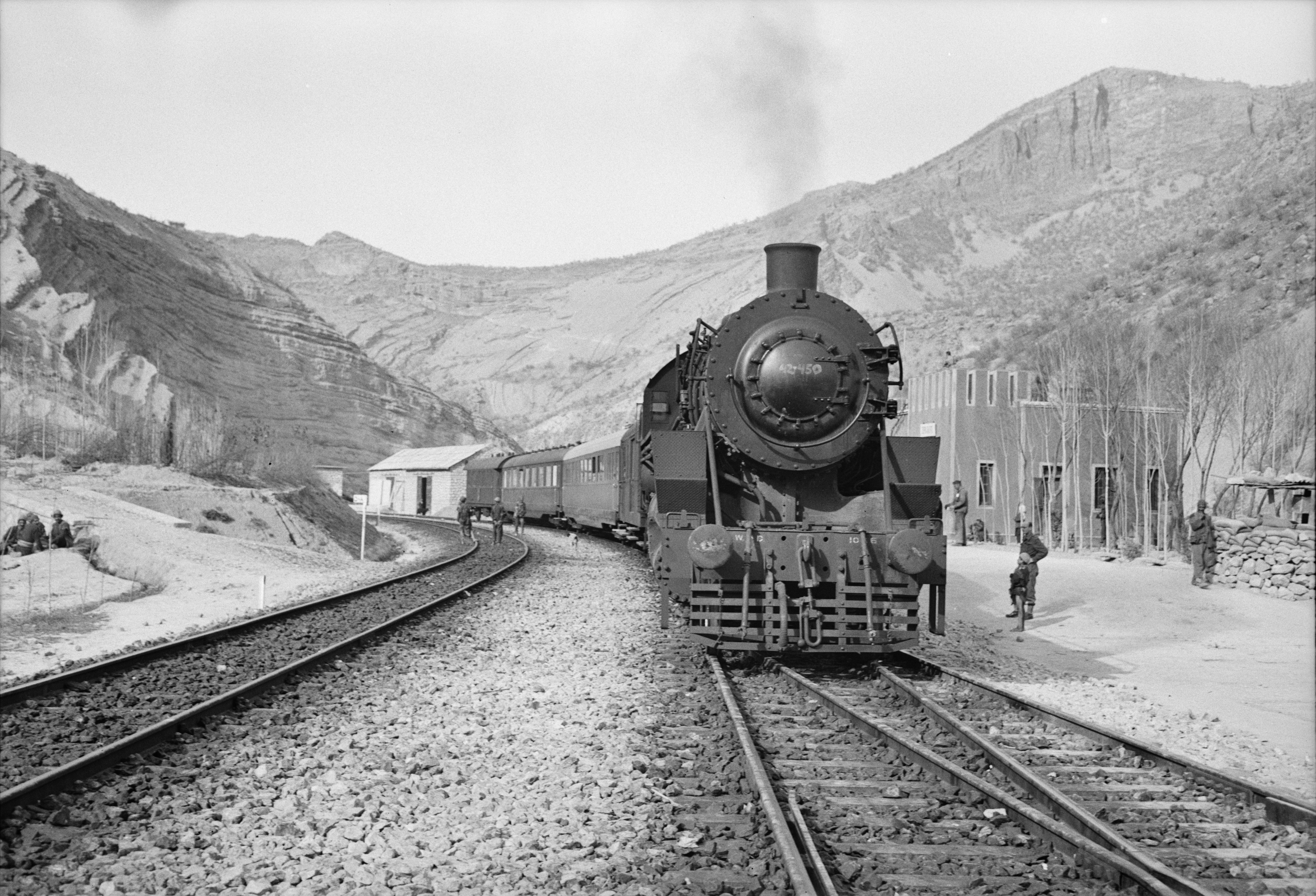
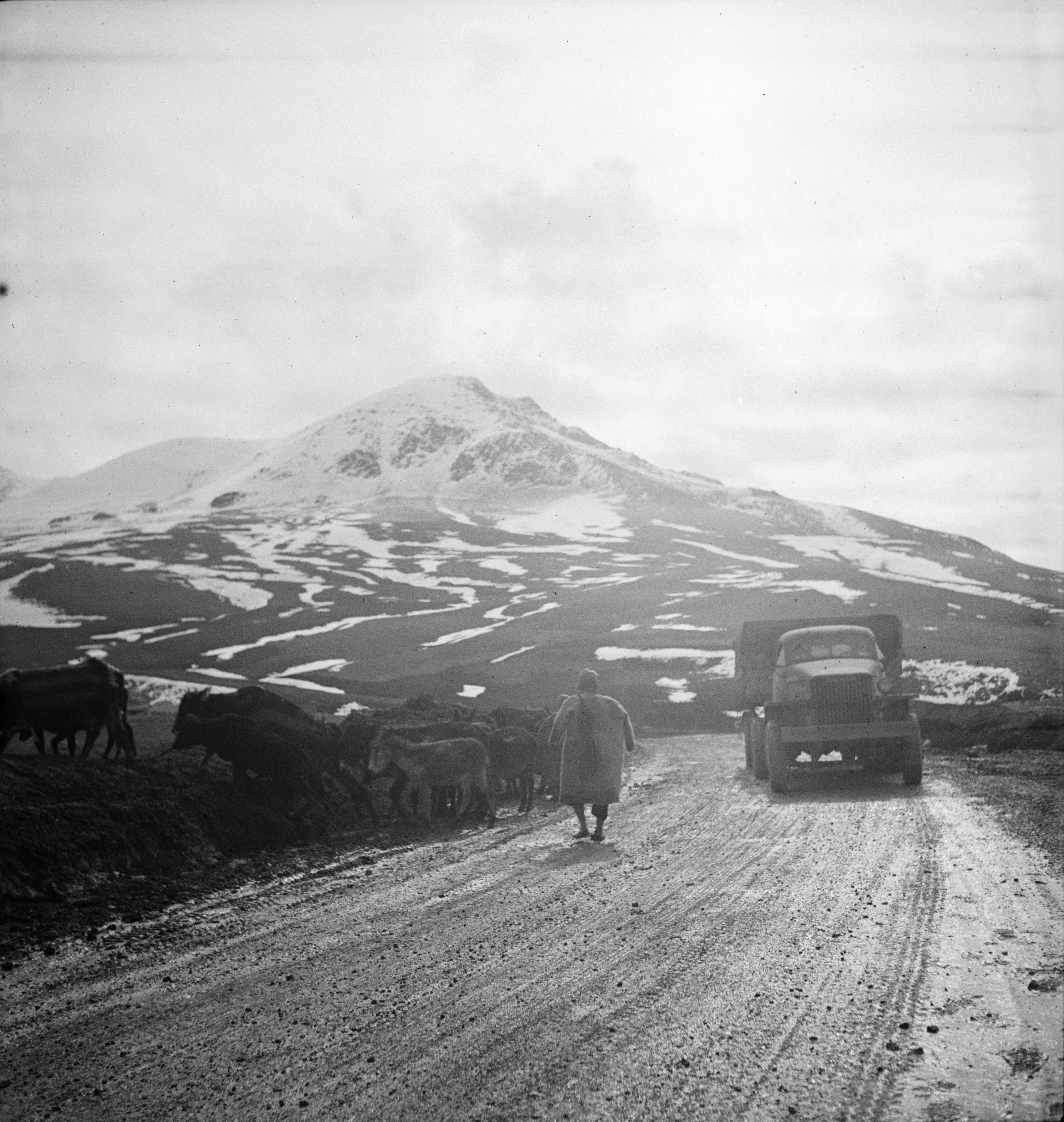
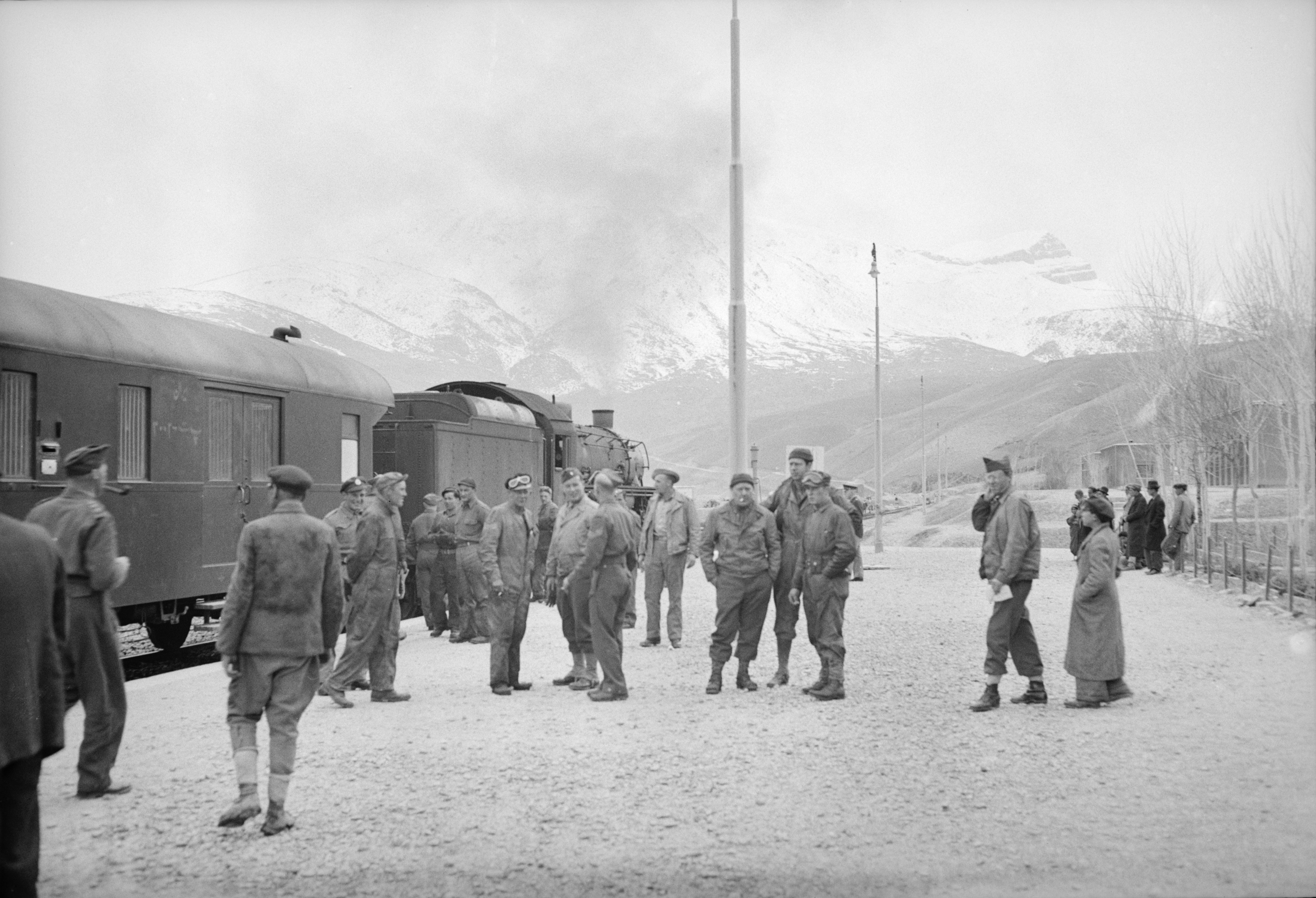
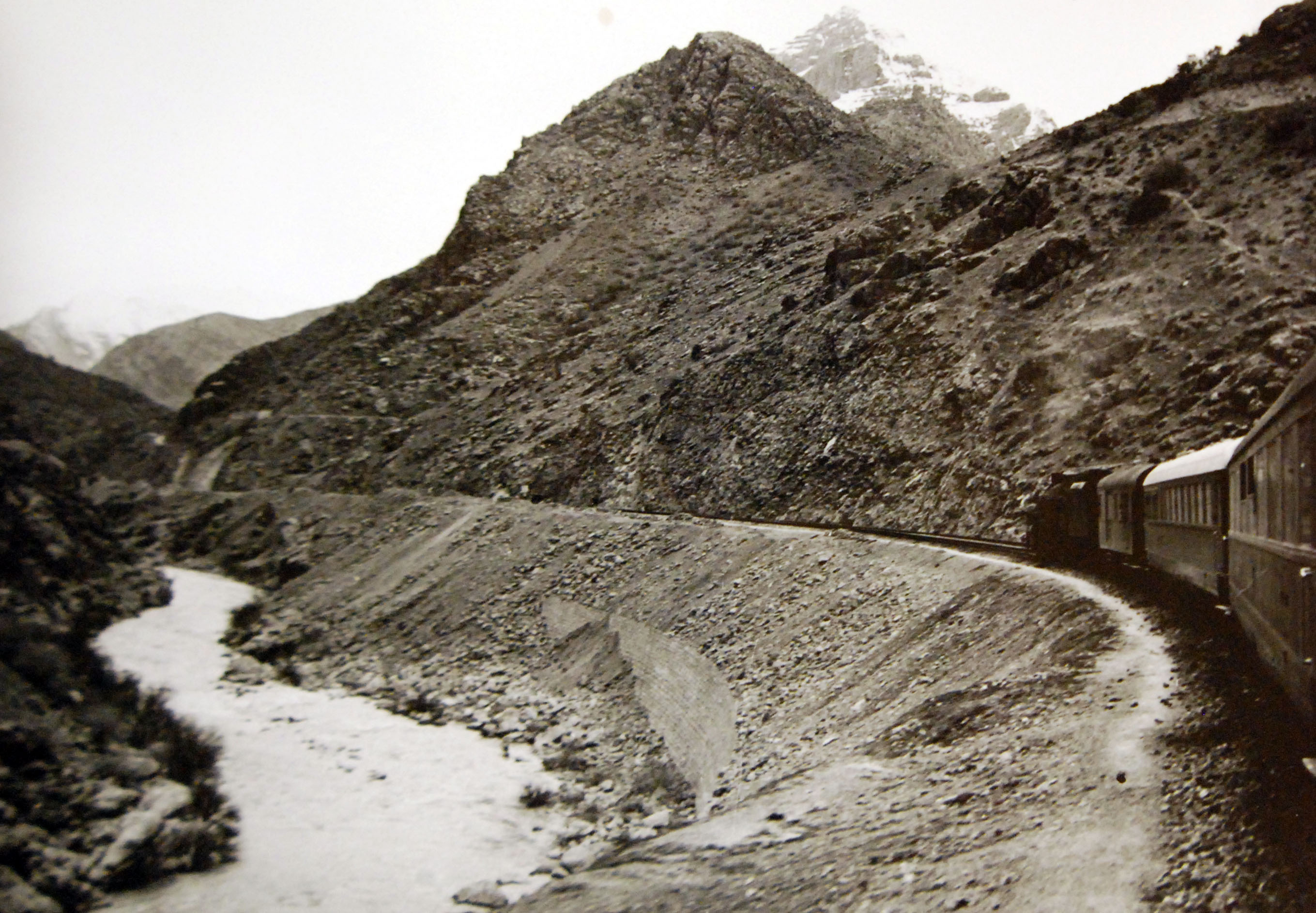
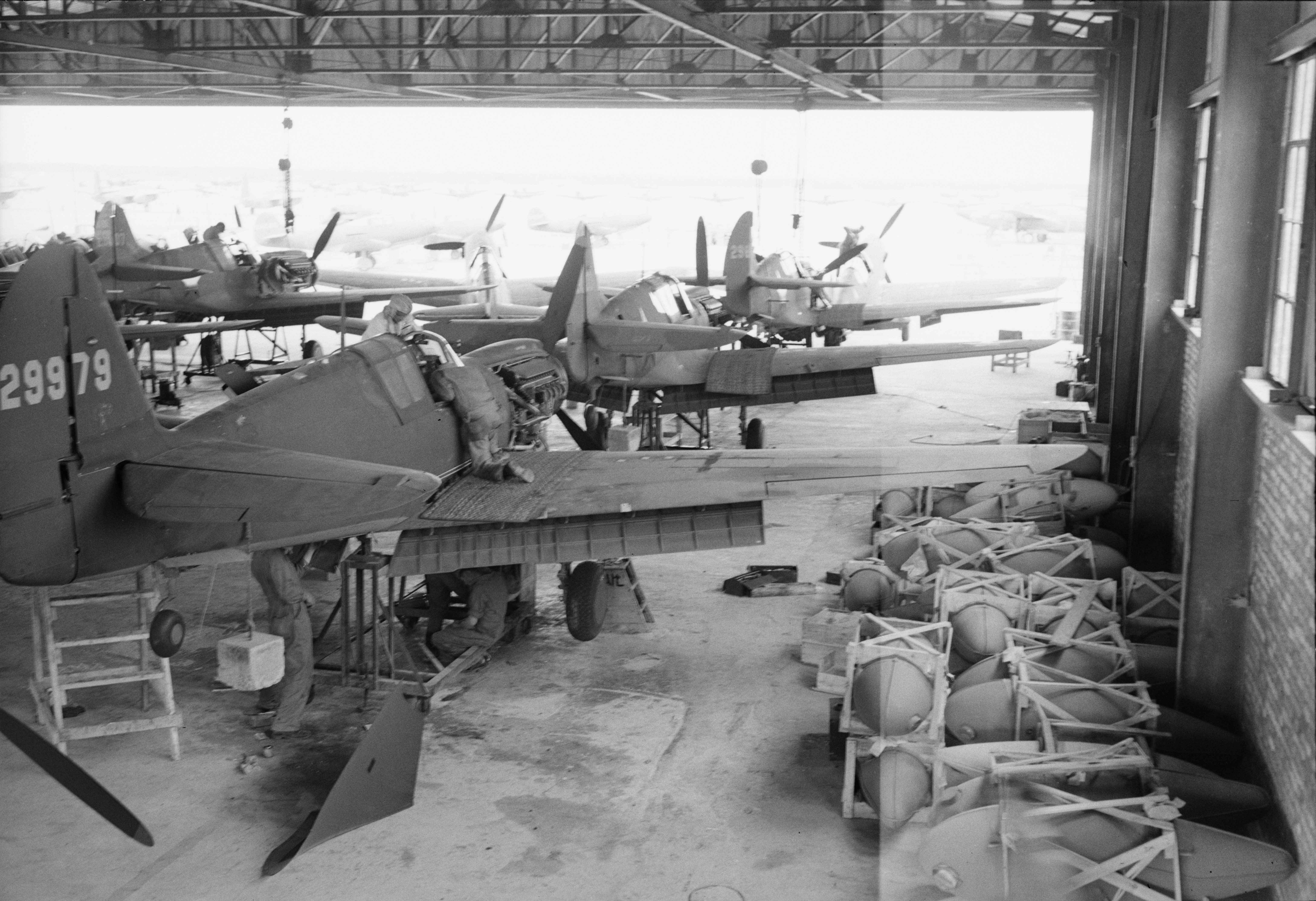